# Andrew Wyeth
Andrew Newell Wyeth /ˈwaɪ.ɛθ/, (født 12. juli 1917 i Chadds Ford, Pennsylvania, død 16. januar 2009 i Chadds Ford, Pennsylvania), var en amerikansk maler.
Wyeths favoritmotiv er befolkningen og landskabet omkring hans hjemby Chadds Ford i Pennsylvania, og motiver fra sommerhusets omgivelser i Cushing, Maine. Hans mest berømte maleri er Christina's World (1948), der er udstillet på Museum of Modern Art i New York.
Andrew Wyeth malede i stilen amerikansk realisme og blev anset som regionalist.

## Eksterne links
- Biografi på Artnet.com
- Omtale af Christina's World på MoMA

1. ↑  Navnet er anført på engelsk og stammer fra Wikidata hvor navnet endnu ikke findes på dansk.